# Serranova
Serranova è una frazione del comune di Carovigno in provincia di Brindisi. Il 2 maggio 1956 il ministro dell'agricoltura Emilio Colombo inaugurò ufficialmente la nuova borgata agricola della Riforma fondiaria di Serranova.
Serranova ospita il centro visite della riserva WWF di Torre Guaceto.

## Centro abitato
Serranova è un piccolo borgo agricolo, distante circa 9 km da Carovigno e non distante dal mare; è composto da poche case, abitate sia d'estate che d'inverno.
Nel borgo vi sono una chiesa e un castello, un tempo residenza estiva dei principi Dentice di Frasso di San Vito dei Normanni.

## Il nome
Una tesi molto accreditata sostiene che il nome del borgo, conseguentemente acquisito dal castello, derivi dal cognome dell'antico feudatario proprietario, nel XVI secolo, del complesso in oggetto, il nobile genovese Ottavio Serra. 
A rafforzare tale tesi concorrono alcune testimonianze di persone del XVII secolo che ricordano come la Masseria che oggi si chiama Serranova era conosciuta come la Difesa del Palombaro.
Il toponimo di Serranova, quindi, voluto dal barone Ottavio Serra, stava ad indicare una precisa sua volontà nel lasciare un segno tramandabile ai posteri della sua presenza nel feudo di Carovigno.

## Storia
Nel 1382 il Principe di Taranto Raimondo Orsini Del Balzo divenne proprietario del luogo. Nell'inventario dei beni di Raimondo del Balzo Orsini del 1396 abbiamo una testimonianza scritta dell'esistenza di una masseria, conosciuta come masseria del Palombaro (ancora non si fa menzione, in quel tempo, del Castello di Serranova). È da allora che l'attuale Serranova diventa territorio annesso al feudo di Carovigno e come tale seguì tutte le sue vicissitudini.
Il principe Raimondo del Balzo Orsini morì nel 1407, lasciando tutti i beni, compresa la masseria del Palombaro, alla moglie, la Regina Maria d'Enghien, Contessa di Lecce. Nel 1464 la proprietà pervenne nelle mani di Giovanni Antonio Orsini del Balzo.
Nel 1492 il feudo di Carovigno viene concesso dal re Ferrante d'Aragona al barone Giovanni Gaspare de Loffreda, proveniente dall'illustre famiglia napoletana che vanta uomini famosi nelle armi e nel governo. Ai Loffredo succede il marchese Padula nel 1595, e quindi, nel 1597, la proprietà passa ad Agostino Caputo.
Nel 1619 la proprietà passa in proprietà al nobile famiglia genovese Serra, quindi, nel 1629, ad Ottavio Serra, il quale edificò il castello e fece costruire anche un piccolo villaggio intorno.
Fu da questo momento che la masseria prese il nome che attualmente connota il piccolo borgo: Serranova.
Il Castello di Serranova fu oggetto di parecchie alienazioni di feudatario in feudatario: da Ottavio Serra a Scipione Costaguto nel 1653, da questi alla famiglia Castaldo, quindi a Giulio di Sangro nel 1684, infine nel 1702 giunse nelle mani del barone Scipione Granafei; la famiglia Granafei diede lustro a quel territorio, rinomato per la sua estensione e per il rilevante numero di alberi di ulivi secolari che inglobava.
Nel 1742, il feudo ed il Castello di Serranova pervennero a Michele Imperiali, principe di Francavilla Fontana e signore di Carovigno. Con la morte di Michele Imperiali, che non ebbe alcun successore, avvenne l'ultima devoluzione al Fisco nel 1782.
L'aspetto nobile della storia del piccolo castello si conclude con il possesso acquisito nel 1792 dal principe Gerardo Dentice di Frasso, il quale acquista il Castello di Serranova dal fisco.
La famiglia Dentice di Frasso, dedicò molta cura fino alla prima metà del XX secolo, affinché si riattivassero le attività che avevano caratterizzato il feudo nel corso della storia.
Nel 1904, il Castello di Serranova, adibito a residenza estiva, perviene al Conte Alfredo Dentice di Frasso.
Nel 1976 il Castello di Serranova, viene venduto dalla nobildonna Jolanda Bernandez y Filgueira, vedova dell'ultimo proprietario, Conte Piero Dentice, all'azienda Agricole Vallone ed è tuttora inaccessibile al pubblico poiché privato.

## Il castello

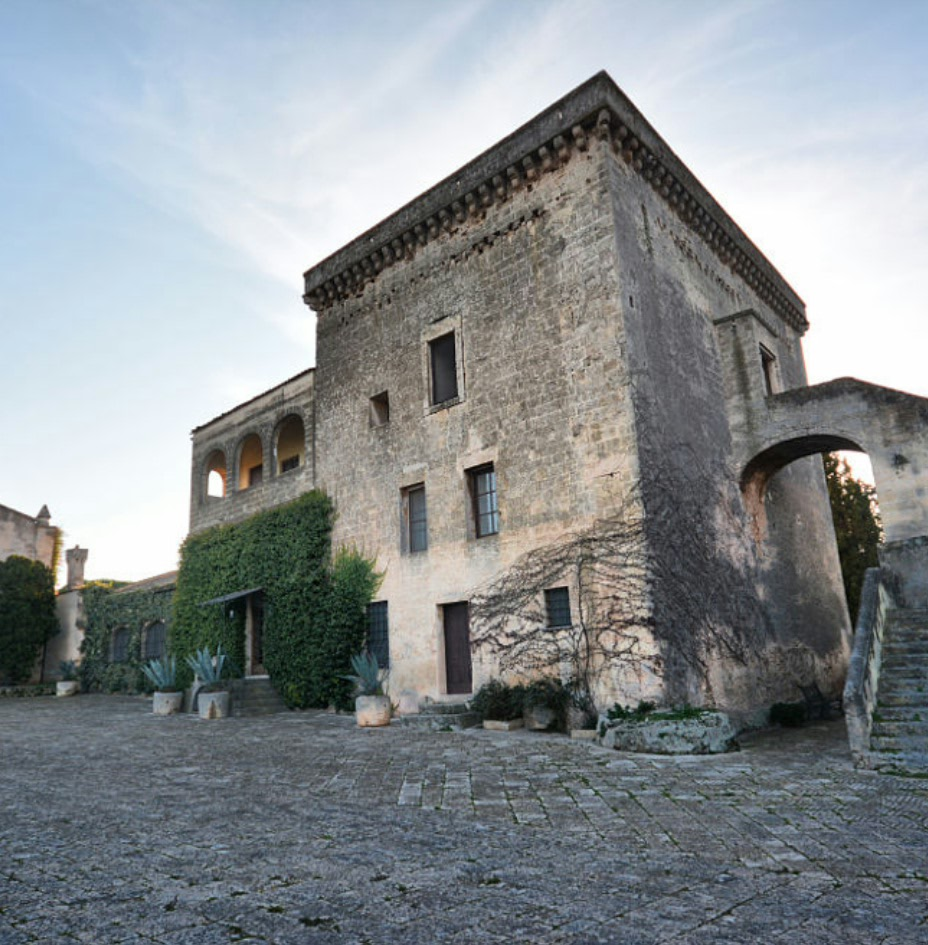
La torre di Serranova

Il castello di Serranova è costituito da una torre quadrata, che fu costruita su un altro antico edificio risalente, probabilmente, al 1350, contornata da piccole abitazioni medievali.
L'accesso era possibile tramite l'abbassamento di un ponte levatoio che metteva in comunicazione la torre con una scala ricavata su di un fabbricato indipendente dalla cinta muraria.
L'edera e la vite americana, usuali nell'addobbo esterno dei castelli di Carovigno e San Vito dei Normanni posseduti dalla casa Dentice, ha qui abbondantemente amalgamato e fuso in un unicum il vecchio ed il nuovo e solo un esame particolareggiato può far distinguere le strutture dell'antico nucleo della fortificazione.
Quest'ultimo risulta rinforzato ai quattro lati da costoloni di carparo prelevato, con molta probabilità, dalla vicina cava di Monte Stazzo.
Un particolare interessante di questa torre è costituito da un sistema di caditoie che perimetralmente si estende per tutta la cima della torre e che dava la possibilità di buttar giù pietre e altro materiale per tutto il perimetro della stessa in caso di attacco esterno.
Un parapetto a mezzo busto, sporgente, e montato sullo spigolo dei beccatelli, servito da un sistema di feritoie strombate, permette l'osservazione delle zone che si estendono dalla marina sino alla masseria.
Dei 116 beccatelli che lo sostengono, i quattro degli angoli sono decorati e fungono da doccioni.
Il salone interno, un tempo interamente affrescato, è stato in seguito imbiancato a latte di calce: sono comunque leggibili lacerti di decorazione che raffigurano personaggi del XVII secolo.

## La cappella
Particolare del complesso feudale è la cappella del XVII secolo che si trova nei pressi del castello. È costituita da una navata con tre altari e fu elevata a parrocchia per volere di Ottavio Serra nella prima metà del ‘600. In uno di questi altari è conservato il famoso "Crocifisso di Serranova", un crocifisso in legno del 1700 al quale vengono attribuiti poteri miracolosi, tanto che su di esso la tradizione popolare ha tramandato più di una leggenda. Esso sarebbe giunto da una imbarcazione il cui equipaggio, salvatosi per miracolo da un violento temporale sulla costa di Torre Guaceto, volle fare dono alla cappella di Serranova come ex voto per la grazia ricevuta.
A Maggio di ogni anno il "Crocifisso di Serranova" viene portato in processione per scongiurare eventi calamitosi o siccitosi.
Accanto a questo altare c'è una spada che, secondo la tradizione popolare, avrebbe salvato da sola alcuni cittadini del borgo antico dall'attacco dei turchi, tagliando la testa ad uno di essi e facendo di conseguenza fuggire gli altri.
Infine, a testimoniare l'intensa attività agricola di tipo oleario che caratterizzava la zona sin dal medioevo, vi è vicino alla cappella, scavato nella roccia, un antichissimo "Trappeto", (antica denominazione di frantoio), dove le olive venivano lavorate e trasformate in olio.